# Guerra birmano-siamesa (1802-1805)
La guerra birmano-siamesa (1802-1805) fue el conflicto militar entre el Reino de Birmania, bajo la dinastía Konbaung, y el Reino de Siam, bajo la dinastía Chakri, por las ciudades-estado de Lanna (actual norte de Tailandia). Se compone de dos partes: la invasión birmana de Chiang Mai en 1802 y la invasión siamesa de Chiang Saen en 1804.
El rey birmano Bodawpaya intentó recuperar los dominios perdidos en Lanna al este del río Salween. Lanna, bajo el liderazgo del príncipe Kawila de Chiang Mai con el apoyo de los siameses, repelió con éxito la invasión birmana. Los siameses, bajo el mando del rey Rama I, enviaron tropas, en represalia, para atacar a la birmana Chiang Saen en 1805. La ciudad de Chiang Saen se rindió y quedó bajo el dominio siamés.

## Antecedentes

### Lanna bajo el dominio birmano
Después de la captura de Chiang Mai por el rey Bayinnaung de la dinastía birmana Toungoo en 1558, todo el Reino de Lanna quedó bajo el dominio birmano durante unos 200 años. En 1628, el rey Anaukpetlun de la dinastía birmana Toungoo fue asesinado por su propio hijo, Minyedeippa. En 1630, Saen Luang Rueadon (en tailandés: แสนหลวงเรือดอน), un noble lanna de Chiang Saen, apoyó con éxito al hermano de Anaukpetlun, Thalun, para tomar el trono de su sobrino. Thalun nombró a Saen Luang Rueadon como saopha Luang Thipphanet (en tailandés: เจ้าฟ้าหลวงทิพเนตร) de Chiang Saen. Los descendientes de Luang Thipphanet gobernarían en su mayoría el estado de Chiang Saen hasta 1804.
El estado de Chiang Saen ganó más influencia durante el dominio birmano en Lanna, ya que Chiang Saen era un aliado birmano más leal que el rebelde Chiang Mai. En 1701, Birmania separó Chiang Saen de Chiang Mai y toda la mitad oriental de Lanna, incluyendo Chiang Rai, Nan y Mong Yawng, fueron entregadas bajo la jurisdicción de Chiang Saen. Los gobernantes de Chiang Saen fueron acompañados por gobernadores Myowun nombrados por Birmania. Con el declive de la dinastía Toungoo, Chiang Mai y la mayor parte de Lanna se liberaron en 1727, mientras que Chiang Saen permaneció leal a Birmania. Lanna fue independiente durante unas tres décadas hasta que fue reconquistada por la nueva dinastía birmana Konbaung en 1763.

### Transferencia de Lanna de Birmania a Siam
En 1774, los jefes nativos Tai Yuan Phraya Chaban Boonma y Phraya Kawila entraron en conflicto con Thado Mindin, el gobernador birmano de Chiang Mai, y decidieron unirse a Siam, lo que llevó a la exitosa captura siamesa de Chiang Mai por chao Phraya Chakri (rey Rama I). Luego, la mayoría de las ciudades-estado de Lanna –incluidas Chiang Mai, Lampang y Nan– quedaron bajo el dominio siamés. El saopha de Chiang Saen, sin embargo, permaneció leal a Birmania. No obstante, las ciudades norteñas de Chiang Saen y Chiang Rai permanecieron bajo el dominio birmano. El rey Taksin de Thonburi nombró a Phraya Chaban como Phraya Wichenprakarn, gobernante de Chiang Mai, y a Phraya Kawila como gobernante de Lampang. Thado Mindin se convirtió en el gobernador de Chiang Saen.
El rey Singu Min envió fuerzas birmanas a invadir Chiang Mai en 1776. Phraya Wichenprakarn de Chiang Mai, con menos mano de obra, decidió abandonar la ciudad durante la invasión birmana y, junto con todos los habitantes de la ciudad, se retiró y se refugió en el sur, en Sawankhalok. La ciudad de Lampang, gobernada por el príncipe Kawila, se convirtió en la primera línea de defensa contra las incursiones birmanas.
Chiang Saen se convirtió en la base de las operaciones birmanas para reclamar los dominios perdidos en Lanna. Durante la Guerra de los Nueve Ejércitos en 1785, el príncipe Thado Thiri Maha Uzana y Abaya-Kamani, el gobernador de Chiang Saen, lideraron el ejército de 30 000 hombres para sitiar Lampang. El príncipe Kawila mantuvo la ciudad durante cuatro meses hasta que las fuerzas de socorro siamesas llegaron desde el sur y expulsaron a los birmanos en 1786. Thado Mindin invadió Lampang de nuevo en 1787. El príncipe Maha Sura Singhanat, hermano menor del rey Rama I, dirigió personalmente el ejército siamés para ayudar al príncipe Kawila a repeler a los birmanos. Abaya-Kamani fue capturado y enviado a Bangkok. El rey Rama I restauró la ciudad de Chiang Mai como ciudadela de vanguardia contra la invasión birmana y nombró al príncipe Kawila gobernante de Chiang Mai en 1787. Thado Mindin regresó más tarde para retomar la gobernación de Chiang Saen.

### Captura de Kengtung y Mong Hsat (1802)
El príncipe Kawila y otros señores de Lanna adoptaron la política de «recoger verduras en cestas, poner a la gente en las ciudades» y librar guerras para buscar mano de obra. En 1802, el rey Bodawpaya nombró a un chino de la provincia de Yunnan llamado Chom Hong como gobernante de Mong Hsat, uno de los estados Shan. Bodawpaya también declaró que Chom Hong de Mong Hsat gobernaría todas las «cincuenta y dos ciudades de Lanna». El príncipe Kawila envió, entonces, a su hermano menor y heredero, Phraya Uparaj Thammalangka, para apoderarse de Mong Hsat. Mong Hsat fue conquistado y Chom Hong fue capturado en Chiang Mai.
Desde Mong Hsat, Phraya Thammalangka decidió continuar su campaña hacia Chiangtung (Kengtung), que había estado bajo el dominio birmano. Chiangtung fue el antiguo territorio del reino de Lanna durante la dinastía Mangrai en el siglo xiii. Los habitantes de Chiangtung eran el pueblo Khün. Thammalangka tomó Chiangtung en marzo de 1802 y capturó a Sao Kawng Tai, el saopha de Kengtung, en Chiang Mai. Phraya Thammalangka deportó a unos 5000 khün de Mong Hsat y a 6000 khün de Chiangtung para establecerse en Chiang Mai. Maha Hkanan, hermano de Sao Kawng Tai, escapó a Mong Yawng y trató de establecerse como un gobernante independiente. En Mong Hsat, el príncipe Kawila también capturó al enviado birmano que regresaba de la misión y lo entregó al emperador Gia Long. Chiangtung y Mong Hsat quedaron entonces bajo la dominación siamesa. El rey Bodawpaya utilizó estas provocaciones del príncipe de Lanna como casus belli para reanudar su expedición contra Chiang Mai.

## Invasión birmana de Chang Mai (1802)

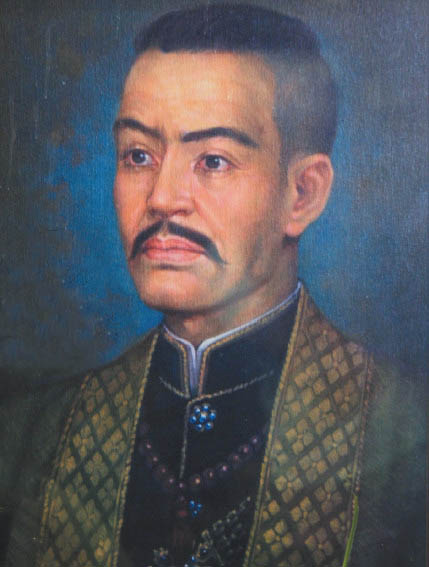
El príncipe Maha Sura Singhanat del Palacio del Frente, hermano menor del rey Rama I, lideró los ejércitos siameses para apoyar a su cuñado, el príncipe Kawila, en tres ocasiones en 1787, 1797 y 1802. Murió en noviembre de 1803.

### Invasión y asedio a Chang Mai
El rey Bodawpaya envió al general Einshe Wun Nemyo Kyawdin Thihathu para invadir y sitiar Chiang Mai y ocupar Lamphun nuevamente en 1802. Los siameses adoptaron casi las mismas estrategias y rutas de marcha que la campaña de 1797-1798. El rey Rama I envió a su hermano menor, el príncipe Maha Sura Singhanat, que estaba acompañado por su amigo, el príncipe Sunthonbhubet, y su general Phraya Kalahom Ratchasena Thongin para llevar al Ejército del Palacio del Frente al norte. El rey también envió a su sobrino, el príncipe Thepharirak, y a Phraya Yommaraj Boonma para dirigir el Ejército Real. El príncipe Anouvong, hermano del rey Inthavong de Vientián, también lideró al ejército de Laos para unirse a la campaña.
Sin embargo, cuando los siameses llegaron a Thoen, el príncipe Maha Sura Singhanat sufrió a causa de los cálculos. Se «sumergió» en el agua para hacer sus necesidades. Desde Thoen, había dos rutas a Lamphun: la ruta oriental a través de Lampang y la ruta occidental a través de Li. En lugar de elegir la ruta oriental como en la campaña de 1797, el príncipe eligió la ruta occidental de Thoen a Chiang Mai a través de Li. Maha Sura Singhanat asignó al príncipe Sunthonbhubet y Phraya Kalahom Ratchasena Thongin para marchar con el Ejército del Palacio del Frente a Li. El príncipe Thepharirak y Phraya Yommaraj Boonma también siguieron a Li. Sin embargo, el ejército del Príncipe Thepharirak se retrasó y retrocedió detrás del Ejército del Palacio del Frente.
El príncipe Kawila de Chiang Mai defendió la ciudad contra Nemyo Kyawdin Thihathu, el comandante birmano. Al enterarse de que los siameses del sur habían llegado a Thoen, el príncipe Kawila envió a un hombre llamado Mahayak a atravesar el bloqueo birmano para visitar al príncipe Maha Sura Singhanat en Thoen. El príncipe Maha Sura Singhanat transmitió el mensaje a través de Mahayak al príncipe Kawila de que ya había enviado fuerzas de socorro siamesas a Chiang Mai. Los siameses atacaron a los birmanos en Lamphun y los birmanos fueron derrotados.

### Retiro de Chang Mai
El rey Rama I en Bangkok se enteró de que su hermano menor estaba enfermo y se quedó en Thoen. Envió a su otro sobrino, el príncipe Anurak Devesh, para su sustitución. El príncipe Anurak Devesh visitó a su tío en Thoen. El príncipe Maha Sura Singhanat le dio a su sobrino las autoridades para comandar el Ejército del Palacio del Frente y le ordenó ir a Chiang Mai. Mientras tanto, el príncipe Sunthonbhubet y el príncipe Thepharirak, después de la victoria en Lamphun, atacaron a los birmanos en Chiang Mai. El príncipe Anurak Devesh llegó a Chiang Mai y ordenó a los ejércitos siameses que atacaran a los birmanos en todas las direcciones. Nemyo Kyawdin Thihathu fue derrotado en Chiang Mai por segunda vez y los birmanos se retiraron hacia el norte.
Después de la victoria siamesa en Chiang Mai, todos los príncipes bajaron a visitar al príncipe Maha Sura Singhanat en Thoen. El príncipe Anouvong de Vientián y su ejército laosiano, sin embargo, solo llegaron siete días después de la batalla de Chiang Mai. El príncipe Maha Sura Singhanat enfurecido por la demora de los ejércitos del príncipe Thepharirak y el príncipe Anouvong. Luego ordenó al Príncipe Thepharirak, al Príncipe Kawila, al Príncipe Anouvong y al Phraya Yommaraj Boonma que atacaran y tomaran Chiang Saen. El príncipe Maha Sura Singhanat y el príncipe Anurak Devesh regresaron a Bangkok.

### Entreguerras
En 1803, el príncipe Kawila de Chiang Mai fue coronado como «Rey de Chiang Mai» como gobernante tributario por las órdenes del rey Rama I por sus contribuciones a la defensa de Lanna en muchas ocasiones. A su regreso a Bangkok, la enfermedad del príncipe Maha Sura Singhanat disminuyó; sin embargo, volvió a enfermar en julio de 1803. El príncipe Maha Sura Singhanat murió en noviembre de 1803. Tres meses más tarde, sus dos hijos mayores, el príncipe Lamduan y el príncipe Inthapat, fueron encontrados entrenando ejércitos para la rebelión. Phraya Kalahom Ratchasena Thongin también estuvo implicada. Fueron ejecutados por traición en febrero de 1804.

## Invasión siamesa de Chiang Saen (1804)

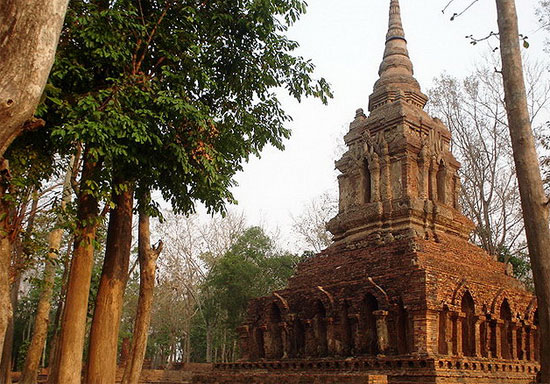
Wat Pa Sak en Chiang Saen, una de las pocas estructuras que sobrevivieron a la destrucción de Chiang Saen en abril de 1804.

El príncipe Thepharirak y Yommaraj Boonma, quienes fueron asignados para tomar Chiang Saen, se quedaron en Chiang Mai para reunir ejércitos y esperar la estación seca. Los ejércitos fueron reclutados en las ciudades norteñas de Chiang Mai, Lampang y Nan. El rey Kawila asignó a su hermano menor y heredero Phraya Uparaj Thammalangka para liderar el ejército de Lanna para subyugar a Chiang Saen. El ejército laosiano del príncipe Anouvong también se unió a la campaña. Los ejércitos constaban de cinco regimientos:
- El regimiento siamés bajo el mando del príncipe Thepharirak y Phraya Yommaraj Boonma.
- El regimiento de Lanna bajo el mando de Phraya Uparaj Thammalangka de Chiang Mai con 1000 hombres.[12]
- El regimiento de Laos bajo el mando del príncipe Anouvong de Vientián.
- El regimiento bajo el mando del príncipe Kamsom de Lampang (hermano menor del rey Kawila) con 1000 hombres.[12]
- El regimiento bajo el mando del príncipe Atthawarapanyo de Nan con 1000 hombres.[12]

Los cinco regimientos partieron de Chiang Mai, Lampang y Nan hacia el norte para atacar Chiang Saen en abril de 1804. Nakhwa, el saopha de Chiang Saen y descendiente de Luang Thipphanet, era el último de su linaje que había estado gobernando Chiang Saen bajo la dominación birmana desde 1630. Thado Mindin, el exgobernador de Chiang Saen, dirigió las defensas birmanas. Después de asediar Chiang Saen durante aproximadamente un mes, las fuerzas combinadas de Siam-Lanna-Laos no pudieron tomar la ciudad. Como se quedó sin recursos alimenticios, el príncipe Thepharirak decidió retirarse, por lo cual dejó solo a los ejércitos de Lanna y Laos en Chiang Saen. Sin embargo, los habitantes de Chiang Saen también sufrieron hambruna y se rebelaron contra las autoridades birmanas. Phraya Thammalangka y sus aliados fueron entonces capaces de tomar Chiang Saen. Thado Mindin fue asesinado a tiros en la batalla. Nakhwa y los birmanos se retiraron hacia el norte, más allá del río Mekong, Thammalangka los persiguió y capturó a Nakhwa. Nakhwa de Chiang Saen y Sao Kawng Tai de Kengtung fueron enviados a Bangkok para el rey Rama I. Nakhwa murió más tarde de enfermedad en Bangkok.
Chiang Saen fue saqueada y destruida. Los vencedores capturaron un total de 23 000 habitantes de Chiang Saen y los dividieron en cinco partes iguales. Cada parte fue deportada para establecerse en Chiang Mai, Lampang, Nan, Vientiene y Siam. El príncipe Thepharirak y Yommaraj Boonma condujeron el botín de guerra de los siameses a las llanuras centrales siamesas y los asentaron en Saraburi y Ratchaburi. Cuando el príncipe Thepharirak regresó a Bangkok, el rey Rama I se enfureció e hizo encarcelar al príncipe y a Yommaraj Boonma durante cinco días hasta que la ira real disminuyó. El príncipe Thepharirak murió en marzo de 1805 debido a una enfermedad.

## Invasión de Sipsongpanna (1805)

### Antecedentes
Las victorias siamesas sobre los birmanos en Lanna en 1802 y 1804 les permitieron expandir su influencia a través de los príncipes de Lanna hacia los principados tai más septentrionales. En agosto de 1804, el rey Rama I ordenó a todos los señores del norte –incluidos Chiang Mai, Lampang, Phrae, Nan y los reyes laosianos de Luang Phrabang y Vientián– que marcharan hacia el norte para subyugar a los Estados Shan, que habían estado bajo soberanía birmana, ubicados al este del río Salween. Los ejércitos también fueron reclutados de las ciudades siamesas del norte de Phitsanulok, Sukhothai, Sawankhalok, Phichit y Pichai.
Los principales objetivos de esta campaña fueron los estados de Mongyawng y Chiang Hung (actual Jinghong en la prefectura autónoma dai de Xishuangbanna). Chiang Hung era el centro de «Sipsongpanna», la federación de tribus Tai Lue que corresponde aproximadamente a la moderna prefectura autónoma dai de Xishuangbanna. Sipsongpanna fue el antiguo territorio del Reino de Lanna durante los tiempos de la dinastía Mangrai en el siglo xv. Sin embargo, desde el siglo xvi, Sipsongpanna había estado atrapada entre la dominación de Birmania y China, ya que su gobernante buscaba el reconocimiento de ambos imperios.

### Conquista de Lanna
El rey Kawila de Chiang Mai asignó a su hermano Phraya Thammalangka para liderar las tropas de Lanna en el norte. El príncipe Thammalangka marchó a Mongyawng en marzo de 1805. Los saopha de Mongyawng se rindieron a las tropas de Lanna sin luchar y Maha Hkanan de Chiangtung, que se había refugiado allí, escapó de nuevo para esconderse en los bosques. Phraya Thammalangka trasladó a las 10 000 personas de Chiangtung y Mongyawng para que se establecieran en Chiang Mai.
El príncipe Atthawarapanyo de Nan dirigió a su ejército para subyugar a los principados de Tai Lue en el noreste en marzo de 1805. El ejército Nan atacó primero las ciudades de Tai Lue de Vieng Phouka y Luang Namtha (en la actual provincia de Luang Namtha). El gobernante de Vieng Phouka se rindió, pero el gobernante de Luang Namtha huyó a Mengpeng. Atthawarapanyo procedió de Vieng Phouka a Mengpeng. Phraya Phap, el gobernante de Mengpeng, abandonó su ciudad y huyó a Menglun. A medida que el ejército Nan se acercaba a Chiang Hung, todos los príncipes de Mengpeng, Menglun y Mengla (todos en el condado de Mengla) de la confederación Sipsongpanna se retiraron a la ciudad de Chiang Hung (Jinghong). Chiang Hung se rindió pacíficamente a los invasores. El gobernante de Kengcheng también se sometió. Mahanoi, el gobernante de Chiang Hung, era menor de edad y estaba bajo la regencia de su tío, el príncipe Mahavang. La corte de Chiang Hung envió entonces al príncipe Mahavang como su delegado a Bangkok para su presentación. El príncipe Atthawarapanyo de Nan trasladó entre 40 000 y 50 000 Tai Lue de Sipsongpanna para establecerse en Nan y sus otros dominios.
Todo el séquito de príncipes Tai Lue, encabezado por el gobernante de Kengcheng, incluido el príncipe Mahavang de Chiang Hung, Phraya Phap de Mengpeng y Phraya Kamlue de Mengla, viajó al sur para visitar al rey Rama I en Bangkok en mayo de 1805. El rey Rama I pensó que el dominio siamés sobre los estados tai más septentrionales era poco práctico debido a la gran distancia y los obstáculos geográficos montañosos, por lo que permitió que todos los príncipes Tai Lue regresaran a sus territorios.

## Consecuencias
La invasión birmana de Chiang Mai en 1802 fue la última incursión birmana en Lanna o el norte de Tailandia. Los éxitos siameses en Lanna permitieron a Siam expandir sus influencias hacia los reinos tai más septentrionales de Chiangtung y Chiang Hung a través de expediciones militares de los príncipes de Lanna. Sin embargo, las campañas activas de reasentamiento del rey Kawila dejaron a Chiangtung devastada y despoblada. No obstante, Siam perdió estos estados en la década de 1810.
Sao Kawng Tai de Kengtung, que fue capturado en 1802 y enviado a Bangkok en 1804, volvió a vivir en Chiang Mai en el exilio. Su hermano Maha Hkanan, sin embargo, lideró la resistencia contra los birmanos en las selvas de Kengtung. El rey Bodawpaya envió ejércitos para reclamar Kengtung. Después de la prolongada guerra de guerrillas, Maha Hkanan decidió aceptar la soberanía birmana y fue nombrado oficialmente gobernante de Kengtung por Bodawpaya en 1813. Kengtung volvió entonces a la dominación birmana.
El rey Kawila envió ejércitos de Lanna para subyugar Chiang Hung en 1812. Sin embargo, los ejércitos de Lan Na fueron derrotados por fuerzas conjuntas birmano-chinas. Siam sólo intentó ejercer autoridad sobre Chiangtung y Chiang Hung de nuevo unos 50 años más tarde en las invasiones siamesas de Chiangtung en 1849 y 1852-1854.